# Кузница (литературное объединение)
«Кузница» — московское литературное объединение, существовавшее в 1920—1932 (с 1928 как структурное подразделение ВОАПП).

## История
Первоначально объединение «Кузница» состояло из пролетарских писателей, вышедших в январе 1920 из Пролеткульта. Среди них были С. Обрадович, М. Герасимов, В. Александровский, Г. Санников. Позже к ним присоединились С. Родов, В. Кириллов, Н. Полетаев, В. Казин, И. Филипченко, Г. Никифоров, A. Маширов-Самобытник, Ф. Васюнин (Каманин). В мае 1920 они основали журнал «Кузница» (выходил до 1922) и в декабре 1920 избрали это название для своей группы.
Группа с самого начала противопоставила себя дореволюционным литературным направлениям и школам — символизму, футуризму, имажинизму. Участники «Кузницы» в своих Манифестах объявляли примат классовой, пролетарской литературы, отход в поэзии от «буржуазного» содержания, сжатого формальными рамками стиха, к точному выражению пролетарского духа. Художник-пролетарий объявлялся медиумом своего класса. Риторика выступлений «Кузницы» была весьма идеологизированной. При этом они не признавали руководство развитием культуры со стороны партии. Писатели «Кузницы» отвергали НЭП, объявляя эту политику изменой принципам Мировой Революции.
Группа претендовала на ведущую роль в деле развития новой пролетарской культуры, по её инициативе был созван I Всероссийский съезд пролетарских писателей (18—21 октября 1920 года). Съезд учредил ВАПП и избрал её правление, больше чем наполовину состоящее из членов «Кузницы».
Однако с 1923 года для группы начинается период расколов и упадка. В декабре 1922 года из «Кузницы» вышли Родов, Дорогойченко и Малашкин, чтобы организовать новое объединение пролетарских писателей, «Октябрь», которое уже вскоре вытеснило «Кузницу» с лидирующих позиций. В ноябре 1923 группу покинули Герасимов и Кириллов (они вышли также из партии). К этому времени председателем правления «Кузницы» становится Г. Якубовский, в руководство входят прозаики Ф. В. Гладков, В. Бахметьев, Н. Ляшко, П. Низовой, А. С. Новиков-Прибой.
В 1924 «Кузница» создала своеобразный блок с «Перевалом» А. К. Воронского, проведя совместную конференцию против МАПП. Однако уже в начале 1925 года резко поменяла позицию, выступив на стороне МАПП во Всесоюзной конференции пролетарских писателей. В 1928 была предпринята попытка создать массовую организацию, способную конкурировать с РАПП, все региональные группы реорганизованы во Всесоюзное общество пролетарских писателей «Кузница». В 1929 году шла непримиримая война с РАПП, из которой последняя вышла победителем. В декабре 1929 Центральный совет «Кузницы» заявил о готовности капитулировать на определённых условиях. При обсуждении этих условий в конце 1930 года «Кузница» раскололась на две части: Московскую центральную группу «Кузница» во главе с Бахметьевым и «Новую Кузницу» во главе с И. Жигой. Обе части вступили в РАПП (после чистки) на правах творческих группировок.
Собрания «Кузницы» проходили по четвергам в Староконюшенном переулке, дом 33. На эти встречи приглашались участники других московских литературных групп. В 1920-е годы объединение издавало журналы «Кузница», «Журнал для всех», «Рабочий журнал», «Пролетарский авангард».
Главный мотив лирики поэтов «Кузницы» — идеализация труда и пролетариата, металла и машин. Проза не столь однообразна; значение её, однако, тоже невелико.